# Gruda (Bartoszyce)
Pour les articles homonymes, voir Gruda.
Gruda est un village polonais de la voïvodie de Varmie-Mazurie, dans le powiat de Bartoszyce.